# Zeuxine lindleyana
Zeuxine lindleyana är en orkidéart som beskrevs av A.Nageswara Rao. Zeuxine lindleyana ingår i släktet Zeuxine och familjen orkidéer. Inga underarter finns listade i Catalogue of Life.